# Lust for Life (álbum de Lana Del Rey)
Lust for Life é o quinto álbum de estúdio gravado pela cantora e compositora americana Lana Del Rey. O seu lançamento mundial ocorreu em 21 de julho de 2017. Lana del Rey começou a escrever as canções de seu subsequente disco em meados de 2015, pouco após a edição de seu quarto trabalho de estúdio, Honeymoon (2015). A artista prosseguiu com a elaboração do material ao longo de 2016 e começo de 2017, tendo sido fortemente influenciada pelo cenário político contemporâneo. Em Lust for Life, del Rey retomou a parceria com Emile Haynie, produtor musical com quem trabalhou no êxito Born to Die (2012), bem como com Rick Nowels e Kieron Menzies, produtores de Honeymoon. Benny Blanco, Max Martin, Boi-1da, Mighty Mike, Metro Boomin, Sean Ono Lennon, Dean Reid, Jahaan Sweet são também creditados como produtores de Lust for Life.
O primeiro single do disco, "Love", foi lançado em 18 de fevereiro de 2017. A liberação do material foi antecipada devido à divulgação ilegal da faixa na Internet, que ocorrera no dia anterior. O segundo single do disco, "Lust for Life", com participação de The Weeknd, foi lançado em 19 de abril de 2017. Lust for Life é o primeiro álbum em sua discografia a conter participações de outros cantores. O álbum recebeu uma nomeação para o Grammy Awards de 2018 na categoria de Best Pop Vocal Album, tornando-se a segunda indicação de Lana na categoria.

## Desenvolvimento
Lana del Rey começou a escrever canções para Lust for Life em meados de 2015, ano em que revelou em entrevista à NME, em dezembro, já ter em mente um projeto subsequente. A artista prosseguiu com a elaboração do material em 2016, tendo trabalhado com Emile Haynie — um dos produtores do êxito Born to Die (2012), de del Rey —, Rick Nowels, Benny Blanco e Kieron Menzies.

## Lançamento
Em outubro de 2016, o radialista americano Mike Adam publicou em seu perfil no Twitter que o novo disco de Lana del Rey seria lançado "no mês seguinte". Em 2 de novembro, a artista registrou em uma plataforma de compositores uma canção intitulada "Wild Side", o que aumentou as especulações acerca do lançamento de um novo material àquele mês. O fato, porém, não se concretizou. Em 16 de janeiro de 2017, tornou-se pública a notícia de que a artista registrara nova canção — intitulada "Young and In Love", que posteriormente se tornou o single "Love" — na mesma plataforma, o que fez surgir especulações de que o novo material seria lançado este ano. Conforme fora cogitado, Lust for Life tem lançamento previsto para ocorrer em 2017, de modo que é considerado um dos álbuns mais aguardados do ano. O disco foi classificado em 54.º lugar entre os 101 mais aguardados de 2017 pelo site Stereogum e foi eleito o nono mais aguardado do ano pelos leitores do Idolator. A cantora apenas anunciou que o material seria intitulado Lust for Life em 29 de março de 2017, por meio de um vídeo publicado em seu perfil na plataforma Vevo. Na gravação, a artista aparece como uma criatura misteriosa, nas palavras de Anna Gaca, da revista Spin, a viver no letreiro de Hollywood. Vê-se, ainda, no vídeo que a tocha da Estátua da Liberdade é destruída.
Em 7 de abril, o site Music Week anunciou que o lançamento do disco ocorrerá em 26 de maio e o de seu segundo single, a faixa homônima, em 19 de maio. A informação, no entanto, foi removida horas depois. No dia 11, a artista relevou a arte de capa do material. A fotografia foi registrada por Chuck Grant, irmã de del Rey, e exibe a cantora sorridente em frente a um automóvel cinzento azulado. O pseudônimo da artista — cujo logotipo difere dos seus discos anteriores e é igual ao utilizando na capa do single "Video Games" (2011) — encontra-se na parte superior da imagem ao centro; o título do disco, por sua vez, encontra-se na região inferior da fotografia, também ao centro. Lana del Rey está a utilizar um vestido rendado de cor branca e exibe margaridas brancas em seu cabelo. Em maio, a revista francesa Paris Match, em artigo que contou com uma entrevista concedida por del Rey, anunciou que o lançamento do disco ocorrerá apenas em 21 de julho. Apesar disto, o Fnac de Barcelona anunciou que Lust for Life estará disponível a vendas em 26 de maio, confirmando o que fora anunciado pelo Music Week. Lana del Rey, no entanto, confirmou por meio de seu perfil no Twitter a informação publicada pela Paris Match. A lista de faixas do meterial foi revelada por del Rey em suas redes sociais no dia 12 de julho de 2017, juntamente com a venda antecipada do disco.

## Composição

### Temas e influências na composição
Ao refletir sobre Lust for Life em entrevista à BBC Radio 2, Lana del Rey revelou que, a princípio, pretendia elaborar um disco influenciado pelas canções dos anos 1950 e 1960, porém, o mesmo acabou por adquirir um tom "socialmente conscientizado". A intérprete atribuiu a sua descrição ao cenário político contemporâneo, afirmando:
"No início, pensei que todo o disco deveria possuir um sentimento que evocasse os anos 1950 e 1960, algo como as Shangri-Las ou as primeiras influências de Joan Baez. Mas [...], como a situação política continuou a intensificar-se, apercebi-me liricamente direcionada justamente a tudo isto. Então, devido a isto, a sonoridade foi atualizada, e eu senti que pretendia falar com o lado mais jovem de meus admiradores. Penso que está um pouco mais socialmente conscientizado".
A cantora anunciou ainda que pretendia conceber um projeto "mais divertido" em relação aos seus antecessores e dedicou Lust for Life aos seus admiradores, proferindo: "Eu fiz os meus últimos quatros álbuns para mim, mas este é para os meus fãs [...]".

## Singles

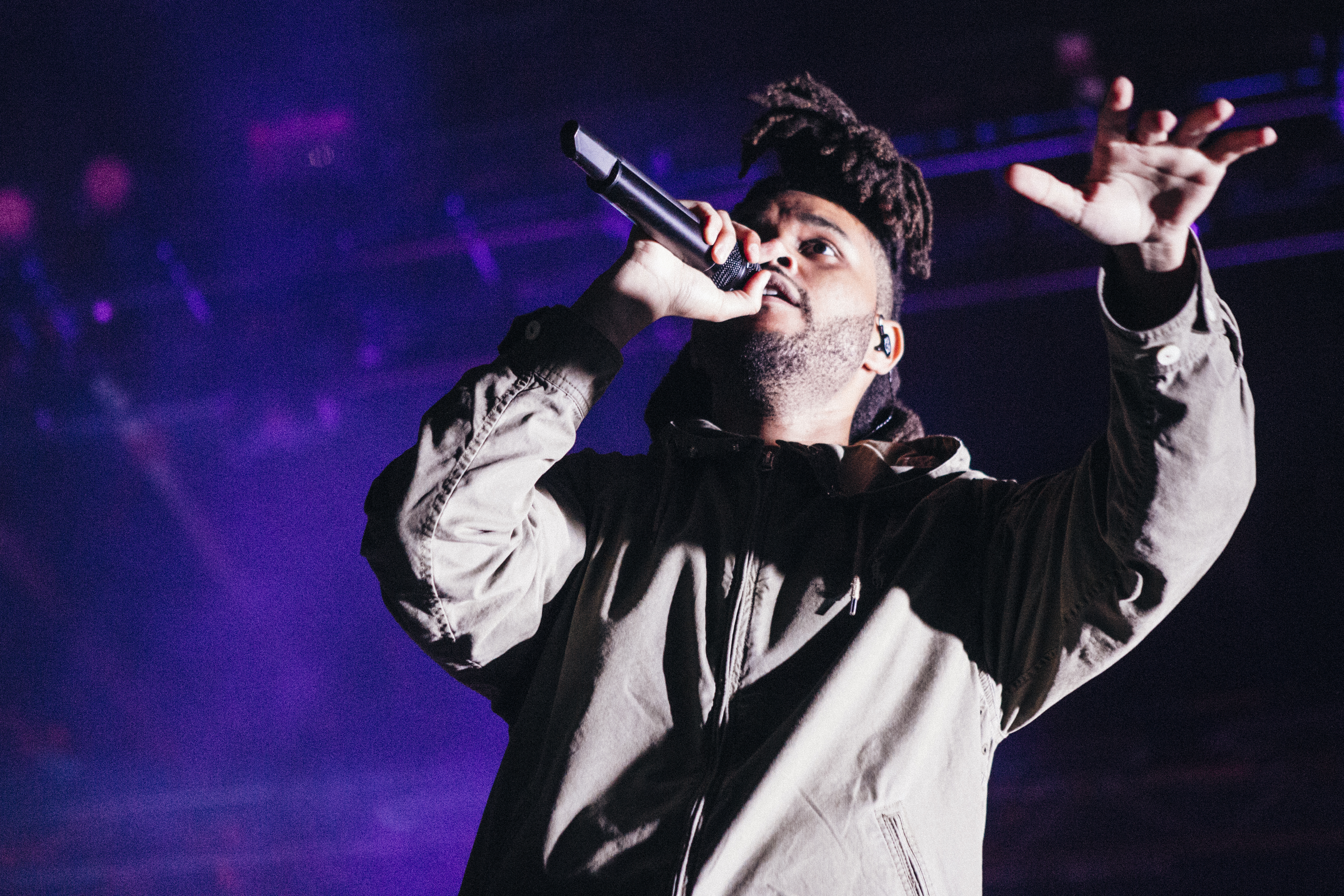
O artista canadense The Weeknd realiza dueto com del Rey na faixa homônima, segundo single de Lust for Life.

"Love" foi a primeira canção de Lust for Life divulgada como single. O seu lançamento ocorreu em 18 de fevereiro de 2017 em formato digital, tendo sido antecipado devido à divulgação ilegal da faixa na Internet, que ocorrera no dia anterior. A partir de 24 de fevereiro, o single foi enviado às estações radiofônicas. O tema recebeu a aclamação dos críticos musicais, tendo sido nomeado "A Melhor Nova Canção" pelo Pitchfork Media. A faixa estreou em 44.ª colocação na tabela musical Billboard Hot 100, dos Estados Unidos, com 46 mil unidades comercializadas e 6,6 milhões de streamings. O vídeo musical relativo à canção foi dirigido por Rich Lee e divulgado no perfil de Lana del Rey no serviço Vevo em 20 de fevereiro.
O segundo single do disco, a faixa homônima, foi lançado em 19 de abril — um mês antes do que fora anunciado pelo site Music Week, que previa o seu lançamento para 19 de maio. A faixa contém a participação do cantor canadense The Weeknd em dueto com del Rey. O artista também colaborou para a sua escrita, conforme fora registrado em plataformas de compositores. O single estreou em 64.º lugar na tabela americana Billboard Hot 100 e obteve repercussão modesta em outras nações. O vídeo musical relativo à canção foi enviado ao perfil de del Rey na plataforma Vevo em 22 de maio e conta com a participação de The Weeknd. Na gravação, os artistas realizam movimentos de dança sobre o letreio de Hollywood e contemplam o céu à noite.
Um single promocional do disco, "Coachella – Woodstock in My Mind", foi divulgado em 15 de maio de 2017. O terceiro single de Lust for Life foi anunciado como sendo intitulado "Summer Bummer". A faixa conta com a participação dos rappers ASAP Rocky e Playboi Carti. O seu lançamento estava previsto para ocorrer em 29 de junho, mas o fato não se concretizou. "Summer Bummer" estreou em 12 de julho na estação radiofônica Beats 1, da Apple, sendo o segundo single promocional do disco, conforme anunciou del Rey. Simultaneamente, "Groupie Love", o terceiro single promocional do disco, estreou na Beats 1. Assim como "Summer Bummer", a canção contém a participação de Rocky.
"White Mustang", o terceiro single do material, foi lançado em 13 de setembro, juntamente à estreia do vídeo musical relativo à canção.

## Apresentações ao vivo
Em 17 de março de 2017, Lana del Rey apresentou-se no festival South by South West, em Austin, Texas, em que interpretou canções de Born to Die, Paradise e Ultraviolence e cantou pela primeira vez ao vivo "Love". A cantora exibiu-se, em 20 de maio, no festival KROQ Weenie Roast y Fiesta, em Carson, Califórnia, em que apresentou uma faixa inédita chamada "Cherry" e os seus recentes singles, "Love" e "Lust for Life" — tendo executado a última pela primeira vez ao vivo —, para além de canções de Ultraviolence e Born to Die. Sete dias mais tarde, esteve no BBC Radio 1's Big Weekend, no Reino Unido, em que novamente interpretou "Lust for Life" e "Cherry". Lana del Rey é uma das atrações anunciadas para exibir-se nos festivais Øya, em Oslo, Noruega, Way Out West, em Gotemburgo, Suécia, Flow, em Helsínquia, Finlândia, e Krakow Live, em Cracóvia, Polônia. Em 23 de julho, a artista participou da primeira edição do Lollapalooza Paris, em França. Lionel N., do site francês Melty, escreveu sobre a atuação de del Rey: "A maior estrela do festival foi, indubitavelmente, Lana del Rey. O menor de seus gestos e o seu simples sorriso eram suficientes para tornar histéricos os seus milhares de admiradores amontoados à frente do palco. Com o seu carisma e áurea únicos, a cantora americana apresentou os seus maiores êxitos assim como as canções que integram o seu novo disco, Lust for Life [...] Uma apresentação atraente, como sempre". Durante a sua exibição, del Rey apresentou uma versão acústica de "Love" e interpretou pela primeira vez ao vivo a faixa "White Mustang".
A artista apresentou-se em 24 do mesmo mês na O2 Academy Brixton, em Londres, Inglaterra — o seu primeiro show em uma casa de espetáculos no país em quatro anos. Cai Trefor, da revista Gigwise, descreveu o concerto como "encantador" e declarou que "a estrela pop-noir estava fascinante". No dia 26, exibiu-se no Amoeba Music, em Hollywood, Los Angeles, e em 31 do mesmo mês, apresentou-se em uma das casas de espetáculos da franquia House of Blues, mais precisamente em Anaheim. Em 1.º de agosto, esteve na House of Blues de San Diego. A artista retornará ao Reino Unido nos dias 22 e 23 de agosto para apresentar-se na Echo Arena, em Liverpool, e na SSE Hydro, em Glasgow.

## Acusação de plágio
A banda Radiohead acusou a cantora de ter plagiado "Creep", sua canção lançada em 1993, na faixa "Get Free". A autoria de "Get Free" é creditada a Lana del Rey, Kieron Menzies e Rick Nowels. Lana del Rey, em uma postagem no Twitter, afirmou não se tratar de plágio, mas que tentou, sem sucesso, negociações com a banda fora dos tribunais: "É verdade sobre o processo. Apesar de saber que minha música não foi inspirada por Creep, Radiohead achou e quer 100% dos créditos - ofereci até 40 nos últimos meses, mas eles só aceitarão 100. Seus advogados têm sido implacáveis, então lidaremos com isso no tribunal". Após a postagem da cantora, um representante da banda negou a existência de tal processo. Em março de 2018, durante uma apresentação no Lollapalooza Brasil, Del Rey afirmou que o processo havia se encerrado.

## Lista de faixas
| N.º            | Título                                                   | Compositor(es) | Produtor(es)                                      | Duração |  |
| 1.             | "Love"                                                   | Lana Del Rey, Benjamin 'Benny Blanco' Levin, Emile Haynie, Rick Nowels                                                          | Del Rey, Haynie, Lenin, Nowels, Kieron Menzies[A] | 4:32    |  |
| 2.             | "Lust for Life" (com The Weeknd)                         | Del Rey, Nowels, Abel 'The Weeknd' Tesfaye, Max Martin                                                                          | Del Rey, Nowels, Menzies, Dean Reid, Martin[A]    | 4:24    |  |
| 3.             | "13 Beaches"                                             | Del Rey, Nowels | Del Rey, Nowels, Menzies, Reid, Mighty Mike[A]    | 4:56    |  |
| 4.             | "Cherry"                                                 | Del Rey, Tim Larcombe | Del Rey, Nowels, Reid, Larcombe, Menzies[A]       | 3:01    |  |
| 5.             | "White Mustang"                                          | Del Rey, Nowels | Del Rey, Nowels, Menzies, Reid                    | 2:45    |  |
| 6.             | "Summer Bummer" (com A$AP Rocky e Playboi Carti)         | Del Rey, Rakim 'Rocky' Mayers, Jahaan Sweet, Playboi Carti, Michael 'Boi-1da' Samuels, Tyler 'T-Minus' Williams, BigWhite Beatz | Samuels, Sweet                                    | 4:20    |  |
| 7.             | "Groupie Love" (com A$AP Rocky)                          | Del Rey, Nowels, Mayers | Del Rey, Nowels, Menzies, Reid                    | 4:24    |  |
| 8.             | "In My Feelings"                                         | Del Rey, Nowels | Del Rey, Nowels, Menzies, Reid                    | 3:59    |  |
| 9.             | "Coachella – Woodstock in My Mind"                       | Del Rey, Nowels | Del Rey, Nowels, Menzies, Reid                    | 4:18    |  |
| 10.            | "God Bless America – And All the Beautiful Women in It"  | Del Rey, Nowels | Nowels, Menzies, Reid, Metro Boomin, Del Rey[A]   | 4:36    |  |
| 11.            | "When the World Was at War We Kept Dancing"              | Del Rey, Nowels, Reid | Del Rey, Nowels, Menzies, Reid                    | 4:36    |  |
| 12.            | "Beautiful People Beautiful Problems" (com Stevie Nicks) | Del Rey, Nowels, Stevie Nicks, Justin Parker                                                                                    | Del Rey, Nowels, Menzies, Reid                    | 4:14    |  |
| 13.            | "Tomorrow Never Came" (com Sean Ono Lennon)              | Del Rey, Nowels, Sean Ono Lennon                                                                                                | Del Rey, Nowels, Lennon                           | 5:07    |  |
| 14.            | "Heroin"                                                 | Del Rey, Nowels | Del Rey, Nowels, Menzies, Reid, Mighty Mike[A]    | 5:55    |  |
| 15.            | "Change"                                                 | Del Rey, Nowels | Del Rey, Nowels, Menzies                          | 5:21    |  |
| 16.            | "Get Free"                                               | Del Rey, Nowels, Menzies | Del Rey, Nowels, Menzies, Reid                    | 5:34    |  |
| Duração total: | Duração total:                                           | Duração total: | Duração total:                                    | 72:03   |  |

Notas
A  - Denota co-produtores
Créditos de demonstração
- "13 Beaches" contém um trecho de áudio do filme Carnival of Souls, interpretado por Candice Hilligloss.[52]

## Desempenho nas tabelas musicais
A primeira semana de vendas de Lust for Life nos Estados Unidos e no Reino Unido foi marcada por forte disputa pelo primeiro lugar das tabelas musicais de ambos os países. Em território americano, por exemplo, os seus principais oponentes foram Wins & Losses, de Meek Mill, e Flower Boy, de Tyler, The Creator. Em uma estimativa realizada pela revista Billboard, anunciou-se que ambos os discos poderiam registrar 95 mil unidades equivalentes vendidas em seus primeiros sete dias de distribuição, enquanto Lust for Life não ultrapassaria as 90 mil réplicas. Apesar disso, a revista não excluiu a possibilidade de sua estreia em primeiro lugar. O site Hits Daily Double, por sua vez, anunciou dias depois que os discos de del Rey e Meek Mill estavam a liderar as estimativas, ambos com 85-90 mil unidades previstas a serem vendidas em sua primeira semana, vindo del Rey a superar Mill somente em relação às vendas tradicionais — em que a cantora apresentava uma vantagem de 20-25 mil unidades, com 60-65 mil unidades tradicionais estimadas a serem comercializadas em sua semana de estreia. Posteriormente, o site elevou as estimativas para a primeira semana de vendas de Lust for Life, revelando a possibilidade de se ultrapassar as 108 mil unidades equivalentes e exceder as 81 mil unidades em vendas tradicionais — superando todos os seus concorrentes em ambos os critérios de vendas —, sem confirmar, entretanto, a estreia do álbum em primeiro lugar, uma vez que tais dados poderiam ser alterados. Isto porque, enquanto o Hits Daily Double considera apenas as vendas reais dos discos e streamings oficiais, a Billboard — responsável pela publicação da tabela americana — considera streamings gratuitos ao contabilizar as vendas e, neste quesito, Meek Mill vinha registrando maior repercussão — o seu disco, Wins & Losses, estava a ser enviado a todos os usuários do Tidal gratuitamente em formato fluxo de mídia, o que lhe garantia vantagem em relação a Lust for Life e Flower Boy, aos quais não se aplicou essa prática. Enfim, a Billboard revelou ter Lust for Life estreado em primeira posição na Billboard 200  na edição datada de 12 de agosto, com 107 mil unidades vendidas, das quais 80 mil corresponderam às vendas puras do disco — físicas e digitais — e o restante, ao resultado da conversão das vendas de 24 mil faixas suas e dos seus 36 milhões de streamings realizados em sua semana inicial em unidades equivalentes. Consequentemente, Lust for Life tornou-se o segundo lançamento da artista a liderar a tabela americana, atrás apenas de Ultraviolence (2014). Adicionalmente, o material alcançou o primeiro lugar na Billboard Digital Albums, que considera somente as vendas digitais do disco, e na Billboard Album Sales, que contabiliza somente as vendas — tanto físicas quanto digitais — sem os streamings, bem como na Alternative Albums. Lust for Life tombou nove colocações em sua segunda semana de distribuição, registrando apenas 27 mil unidades comercializadas — 75% a menos em relação à sua estreia.
No Reino Unido, a disputa pela liderança da UK Albums Chart foi realizada entre Lust for Life e Crooked Calypso, de Paul Heaton e Jacqui Abbott. Ao analisar as vendas de ambos os discos durante as primeiras 84 horas da semana, o site Music Week revelou que o material de Heaton e Abbott apresentava ligeira vantagem em relação a Lust for Life ao comercializar 16 644 réplicas — 3 774 a mais que o trabalho de del Rey. Em nova avaliação realizada pelo mesmo veículo dois dias mais tarde, Lust for Life permaneceu em segundo lugar em vendas, comercializando 17 527 cópias — 1 839 a menos que Crooked Calypso. Ao final da semana, no entanto, Lust for Life acabou por estrear na liderança da tabela, com 24 972 unidades comercializadas — das quais 5 288 corresponderam a streamings —, tornando-se o terceiro disco de Lana del Rey a atingir o primeiro lugar em território britânico. Consequentemente, fez Lana del Rey ser posicionada em sexto lugar na lista de êxitos do site Hits Daily Double por ser "a vida das tabelas, uma vez que realizou vigorosa saudação [às tabelas de vendas]". Em sua segunda semana na tabela, o disco caiu três colocações, tendo comercializado 8 050 unidades. Em 11 de agosto, estabeleceu-se em quinto lugar, com outras 5 755 réplicas comercializadas no Reino Unido. Tal qual em território britânico, Lust for Life converteu-se no terceiro trabalho da cantora a estrear na liderança das tabelas de vendas da Noruega — um feito apenas não realizado por seu antecessor. Em território australiano, tornou-se o quarto lançamento consecutivo da artista a debutar em primeiro lugar. Também alcançou a liderança nas tabelas da Suécia e de Portugal, tornando-se o primeiro disco de del Rey a realizar a proeza em ambas as nações. Na Finlândia, alcançou o terceiro lugar, convertendo-se no segundo mais bem-sucedido de del Rey nas tabelas de vendas do país, atrás apenas de Ultraviolence, que alcançara o primeiro lugar em 2014. Em território francês, Lust for Life estreou em segundo lugar, atrás apenas de Un peu de nous, de Céline Dion, com 7 200 unidades comercializadas. Mundialmente, o disco liderou as vendas no iTunes por sete dias consecutivos.

### Posições
| Região (tabela musical)                                   | Melhor posição |
| --------------------------------------------------------- | -------------- |
| Alemanha (Media Control Charts)                           | 8              |
| Argentina (Cámara Argentina de Productores de Fonogramas) | 1              |
| Austrália (ARIA Charts)                                   | 1              |
| Áustria (Ö3 Austria top 40)                               | 5              |
| Bélgica (Ultratop 50 de Flandres)                         | 4              |
| Bélgica (Ultratop 40 de Valônia)                          | 2              |
| Brasil (ABPD)                                             | 10             |
| Canadá (Canadian Albums Chart)                            | 1              |
| Coreia do Sul (Gaon International Albums Chart)           | 5              |
| Croácia (Hrvatska Diskografska Udruga)                    | 1              |
| Dinamarca (IFPI Dinamarca)                                | 5              |
| Escócia (Scottish Albums Charts)                          | 1              |
| Espanha (Productores de Música de España)                 | 1              |
| Estados Unidos (Billboard 200)                            | 1              |
| Finlândia (IFPI Finlândia)                                | 3              |
| França (Syndicat National de l'Édition Phonographique)    | 2              |
| Grécia (IFPI Grécia)                                      | 5              |
| Hungria (Magyar Hanglemezkiadók Szövetsége)               | 18             |
| Irlanda (Irish Albums Chart)                              | 2              |
| Itália (Federazione Industria Musicale Italiana)          | 6              |
| México (Asociación Mexicana de Productores de Fonogramas) | 4              |
| Noruega (VG-Lista)                                        | 1              |
| Nova Zelândia (The Official New Zealand Music Chart)      | 2              |
| Países Baixos (MegaCharts)                                | 6              |
| Polônia (Związek Producentów Audio Video)                 | 2              |
| Portugal (Associação Fonográfica Portuguesa)              | 1              |
| Reino Unido (UK Albums Chart)                             | 1              |
| Chéquia (Czech Albums Chart)                              | 2              |
| Suécia (Grammofon Leverantörernas Förening)               | 1              |
| Suíça (Schweizer Albums Chart)                            | 2              |
| Taiwan (Five Music)                                       | 1              |